# Explosión de polvo

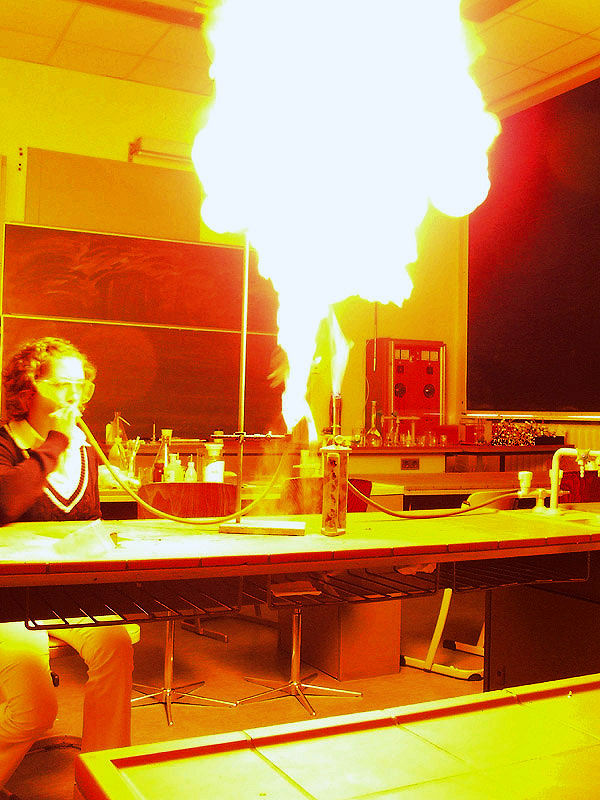
Demostración en laboratorio de combustión de lycopodium polvo

Una explosión de polvo es la combustión rápida de partículas finas suspendidas en aire, generalmente en un espacio cerrado. Las explosiones de polvo pueden ocurrir donde se haya pulverizado material combustible o no en concentraciones suficientemente altas en la atmósfera o dentro de otro medio gaseoso oxidante como el oxígeno.
Las explosiones de polvo son peligros comunes en minas de carbón subterráneas, en ascensores de granos, sitios de almacenaje  y en otros entornos y procesos industriales. Sin embargo, son utilizadas frecuentemente por artistas de efectos especiales, cineastas y pirotécnicos, dado que tienen un aspecto espectacular y fácilmente contenidas de forma segura bajo ciertas condiciones cuidadosamente controladas.

## Terminología
Si la combustión rápida ocurre en un espacio limitado, se pueden generar sobrepresiones, causando daño estructural importante a edificios y lastimando personas. La liberación repentina de la energía de una "detonación" puede producir una onda de choque, ya sea al aire libre o en un espacio limitado. Si el esparcimiento de llama se da a una velocidad subsónica, el fenómeno es a veces llamado deflagración, aunque en la vida cotidiana se les llama a ambas "explosiones".
Las explosiones de polvo pueden ser clasificadas según su naturaleza en "primarias" o "secundarias". Las explosiones primarias pueden ocurrir al interior de equipos o de espacios cerrados, y son generalmente controladas por una Válvula de alivio de presión a través de ductos específicamente diseñados para liberar la presión hacia el exterior. Las explosiones de polvo secundarias son el resultado de acumulación de polvo dentro de un edificio que es perturbado e incendiado por una explosión primaria, resultando en una explosión incontrolada mucho más peligrosa dentro del lugar de trabajo. Históricamente, las desgracias derivadas de explosiones de polvo han sido el resultado en gran parte de explosiones de polvo de tipo secundario.[cita requerida]

## Requisitos

Este esquema tradicional muestra cinco requisitos para una explosión de polvo, aunque sólo cuatro de ellos son técnicamente requeridos; ver texto

Hay cuatro elementos necesarios para que se lleve a cabo una explosión de polvo:[cita requerida]
- Un combustible en polvo
- Que el polvo esté suspendido en el aire en una concentración suficientemente alta
- Un oxidante (típicamente oxígeno atmosférico)
- Una fuente de ignición

En algunos análisis tradicionales de explosiones de polvo, el confinamiento está considerado como el quinto requisito; esto no es una condición esencial, pero puede agravar considerablemente el daño físico resultante.

### Fuentes de polvo

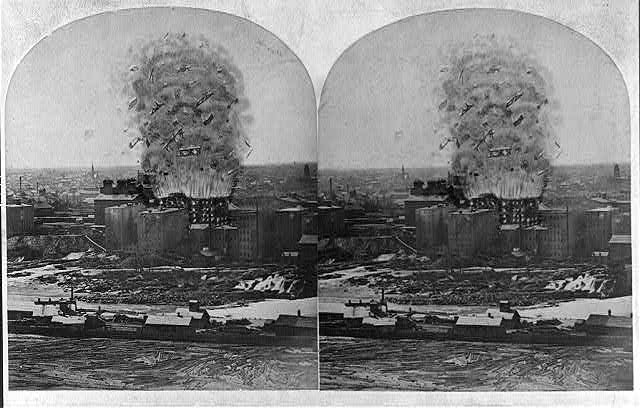
Representación estereográfica del Desastre del Great Washburn Mill en 1878

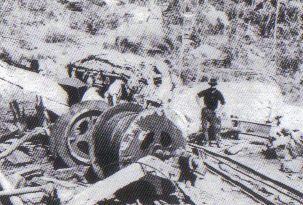
Monte Mulligan desastre de mina en Australia 1921. Estos tambores de cable lanzados a 50 pies (15 m) de sus lugares de origen debido a una explosión de polvo de carbón.

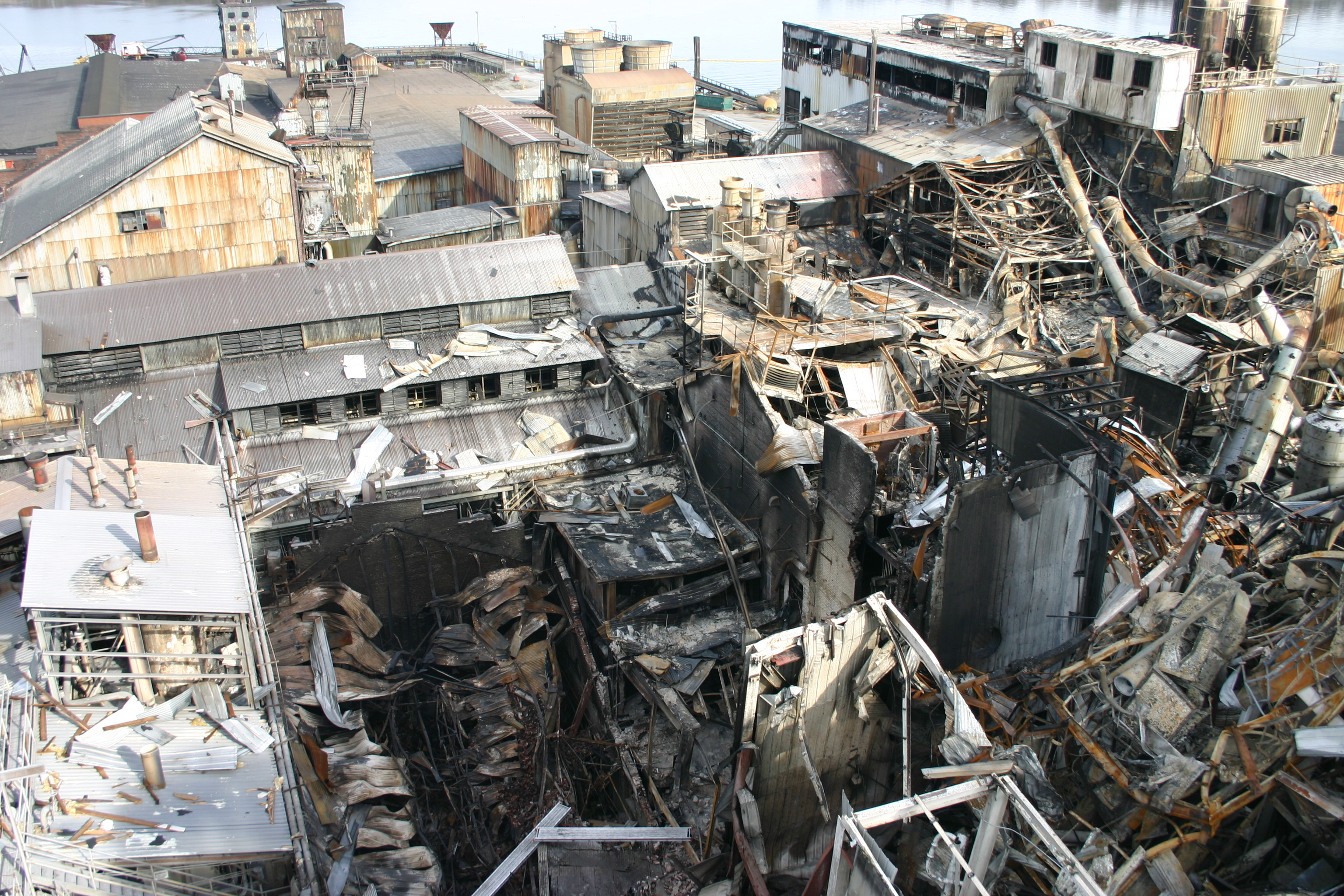
Consecuencias de 2008 explosión en Azúcar Imperial en Portuario Wentworth, Georgia, EE.UU.

## Mecanismo

Demostración de una explosión de polvo
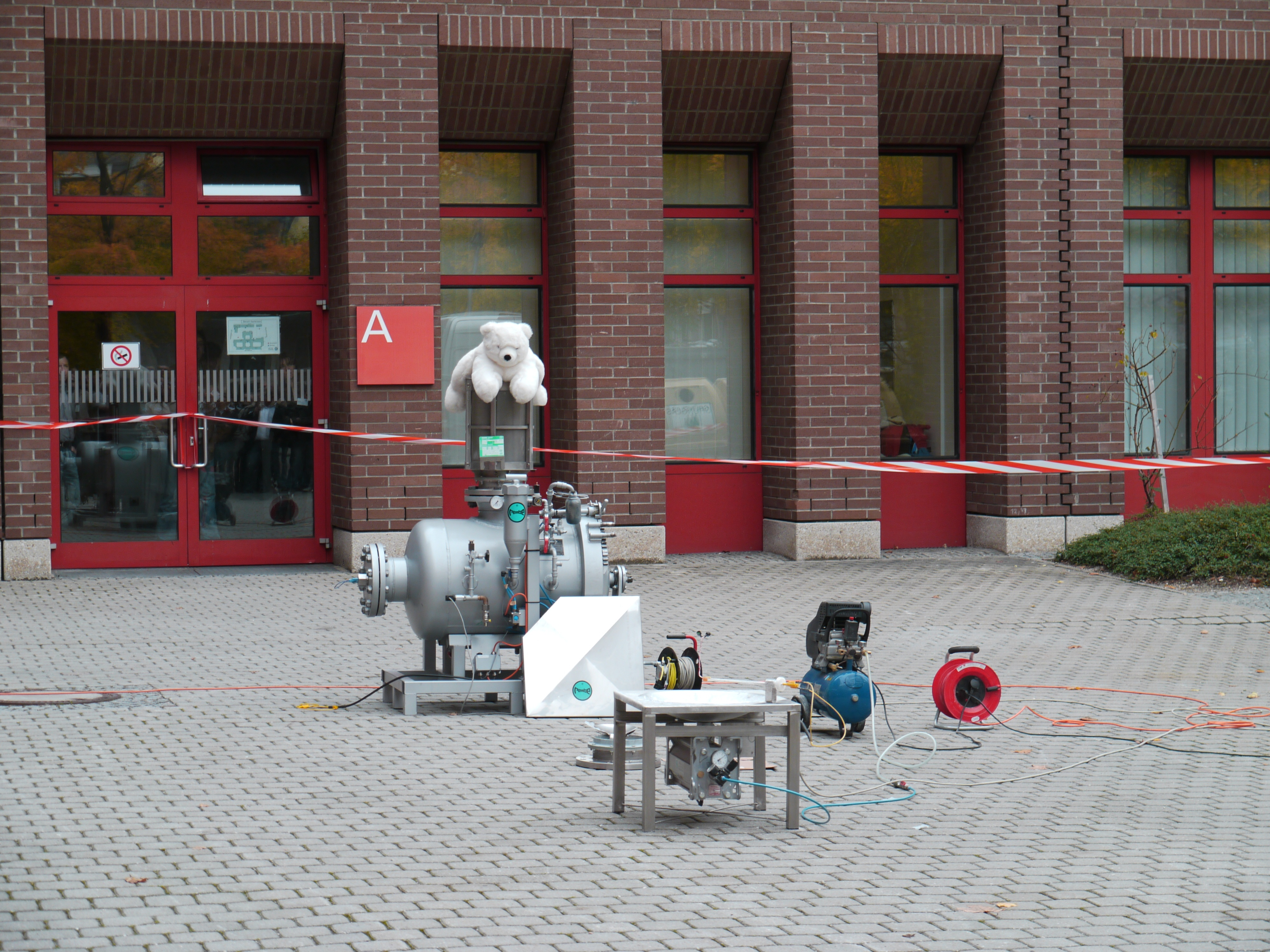
Experimento preparado
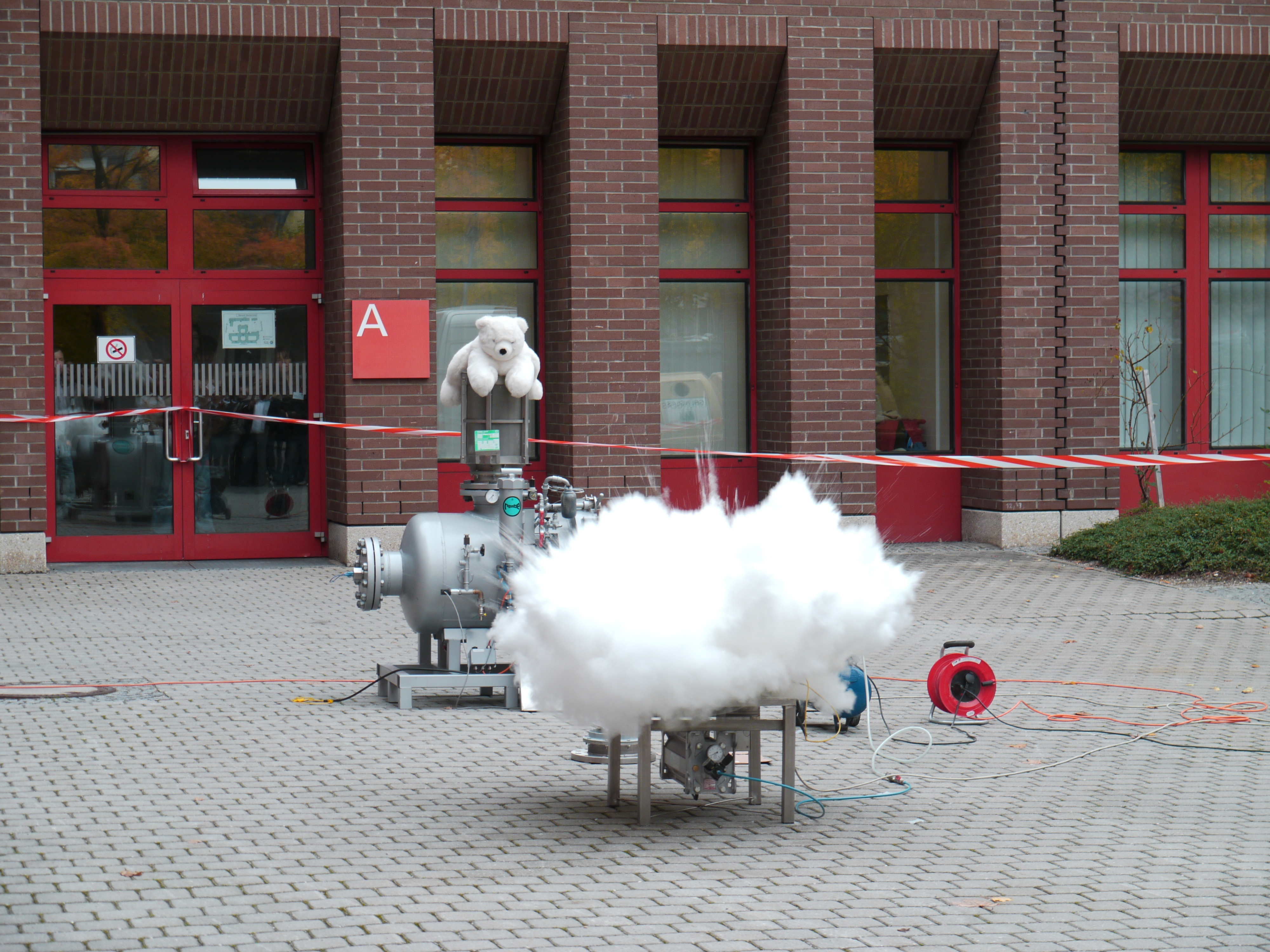
Se dispersa una nube de harina
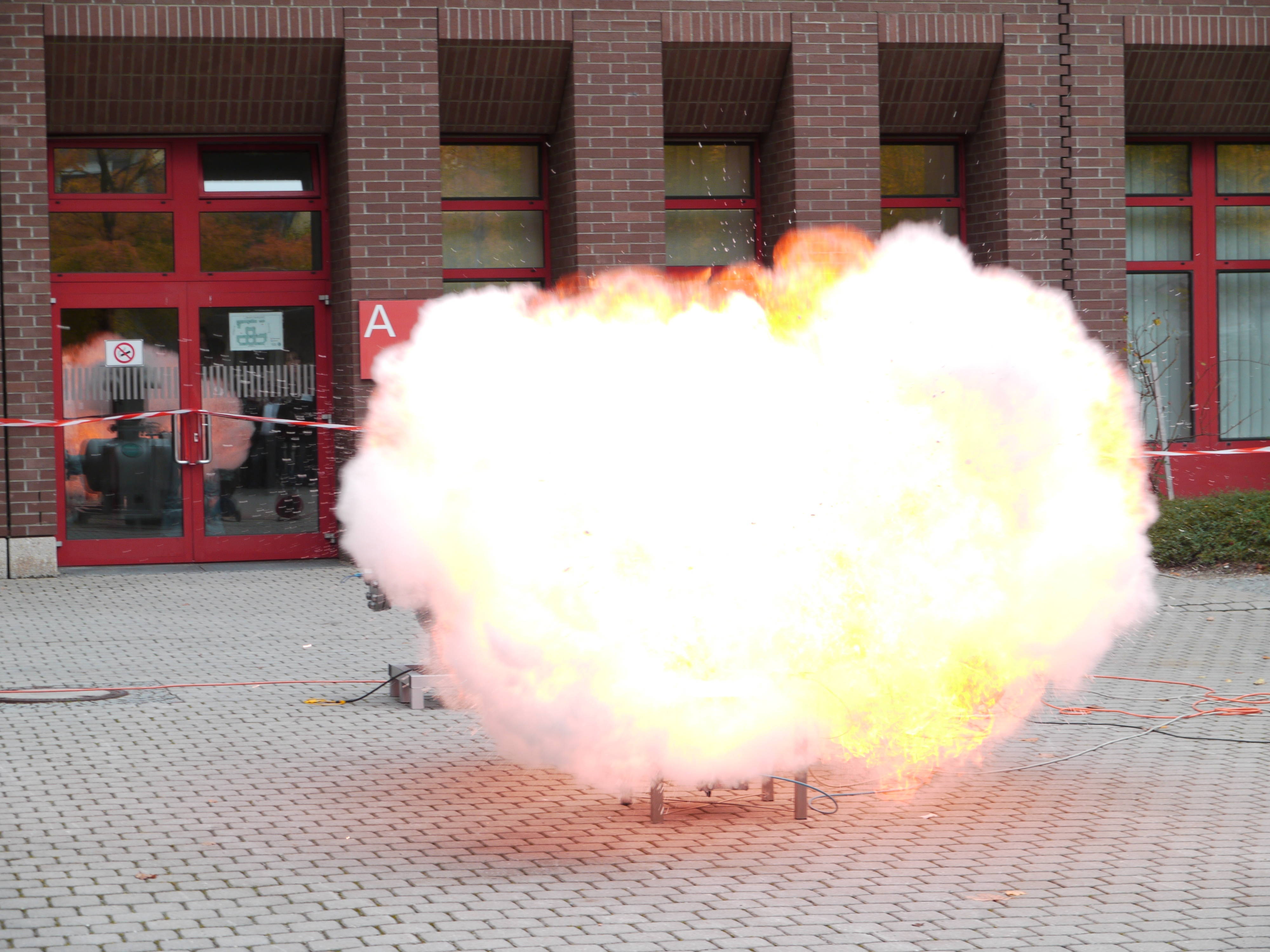
La nube de harina se incendia
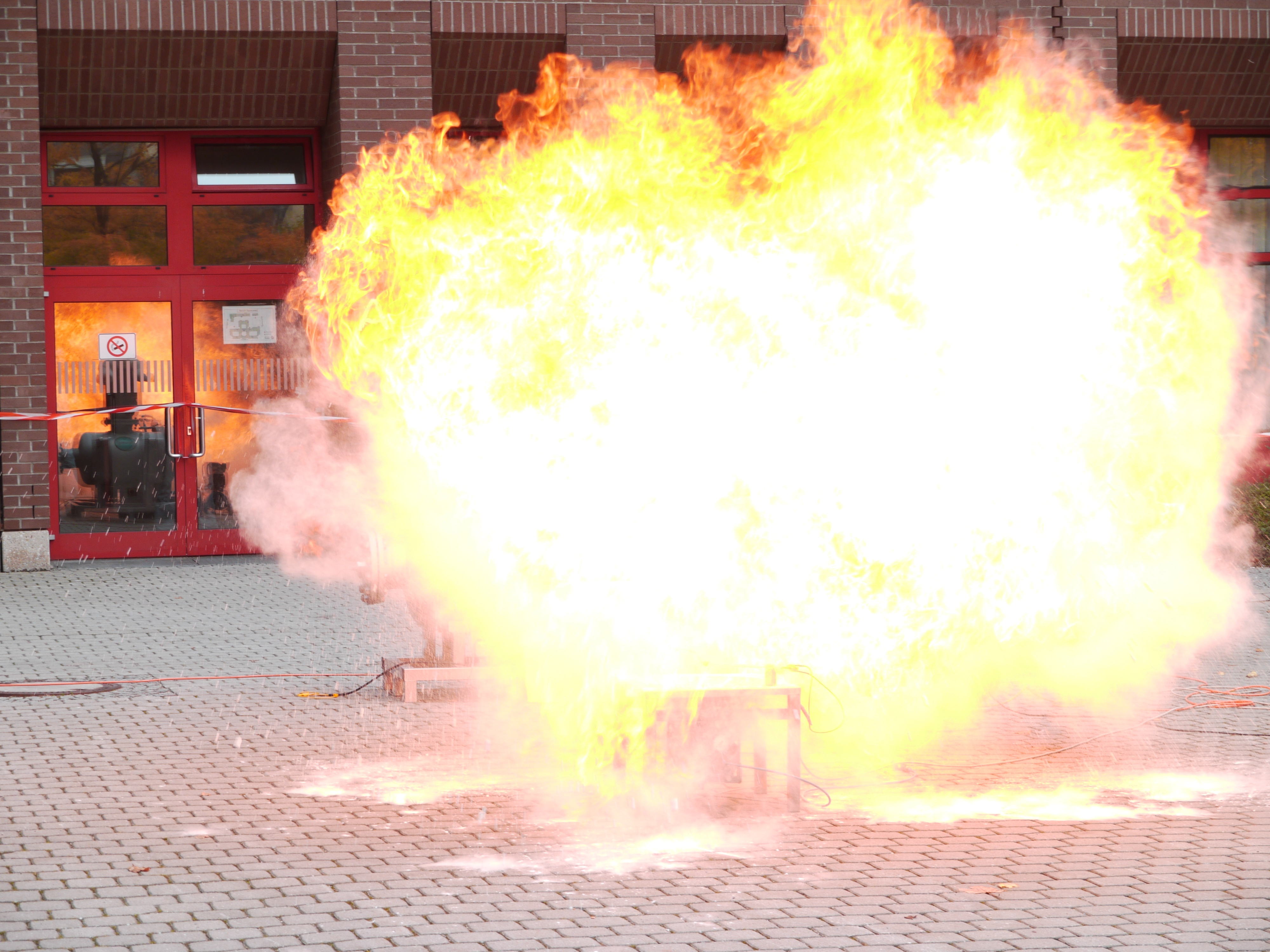
La bola de fuego generada se extiende rápidamente
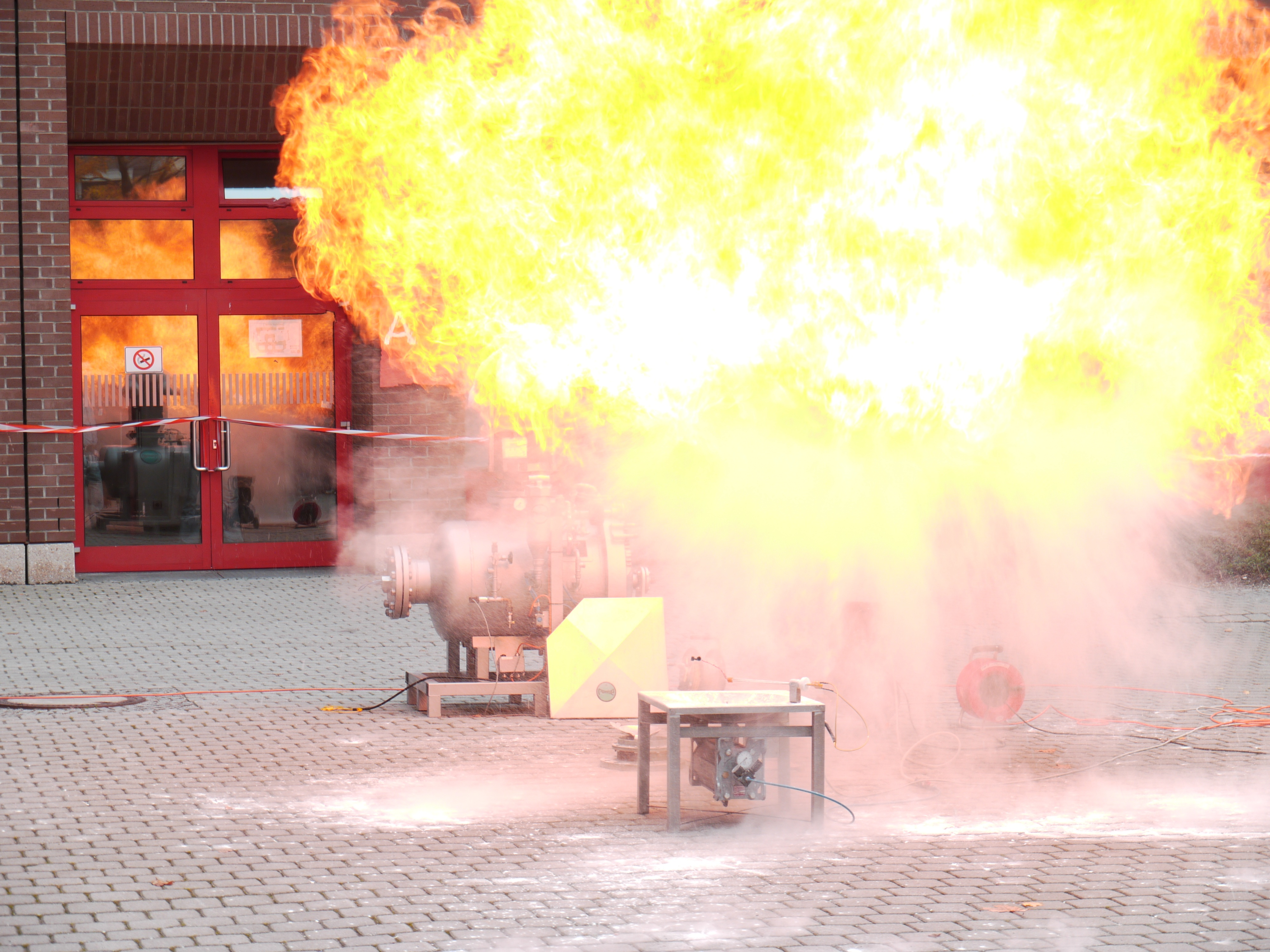
El intenso calor que irradia no encuentra otros materiales inflamables
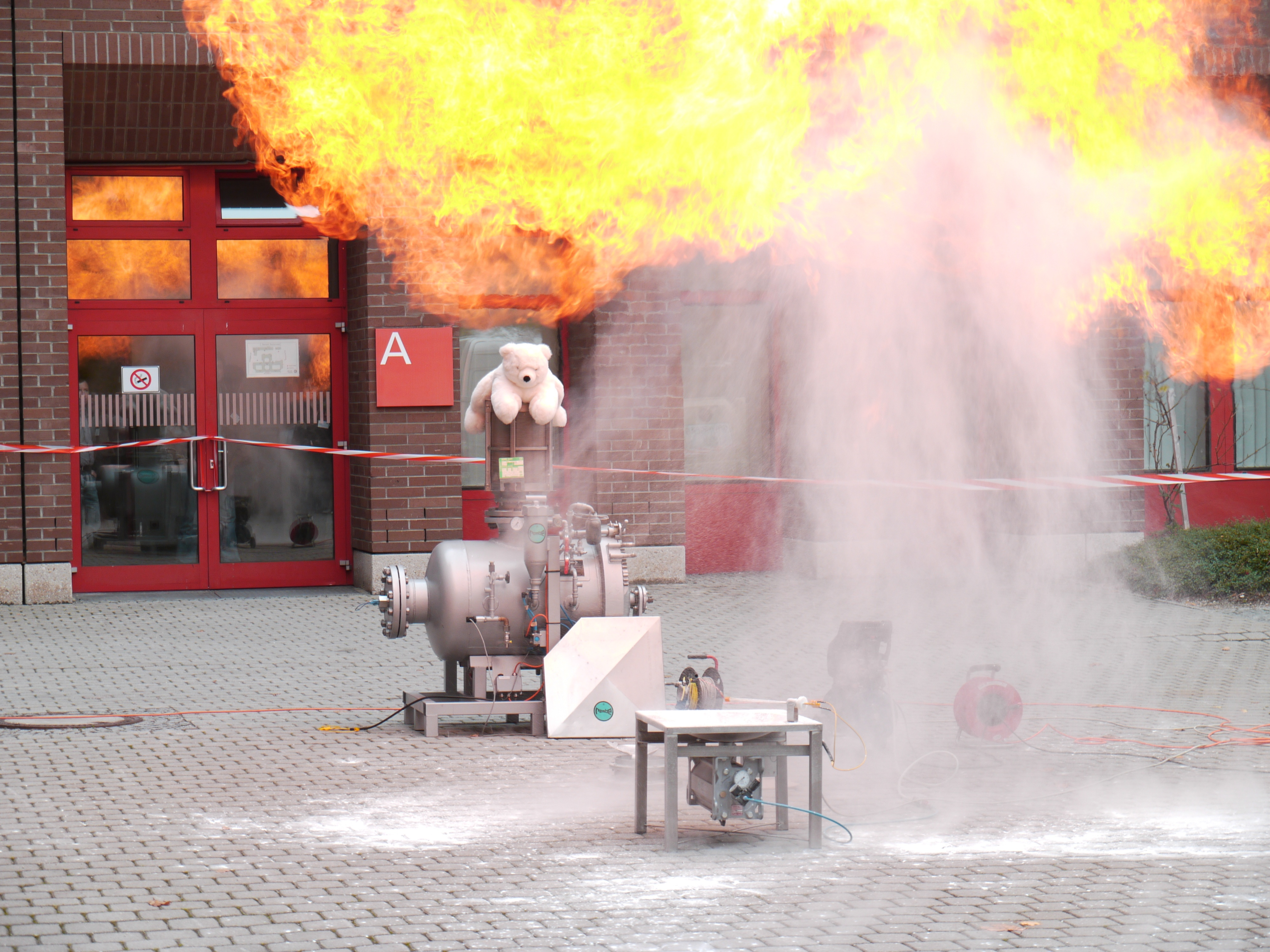
La bola de fuego y otros gases alcanzan altas temperaturas y ascienden
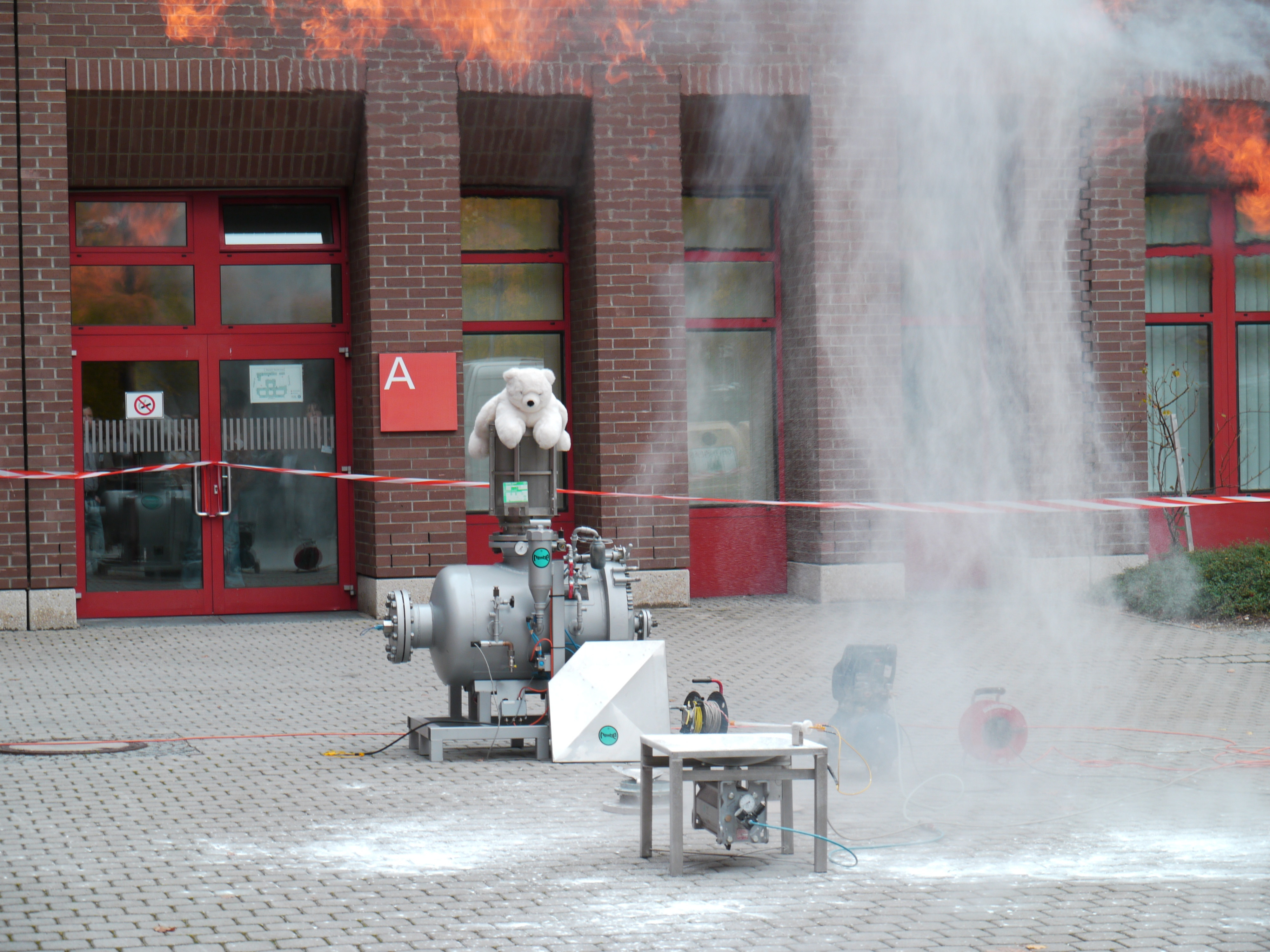
Consecuencias de la explosión, con harina sin quemar en el suelo

## Protección y atenuación

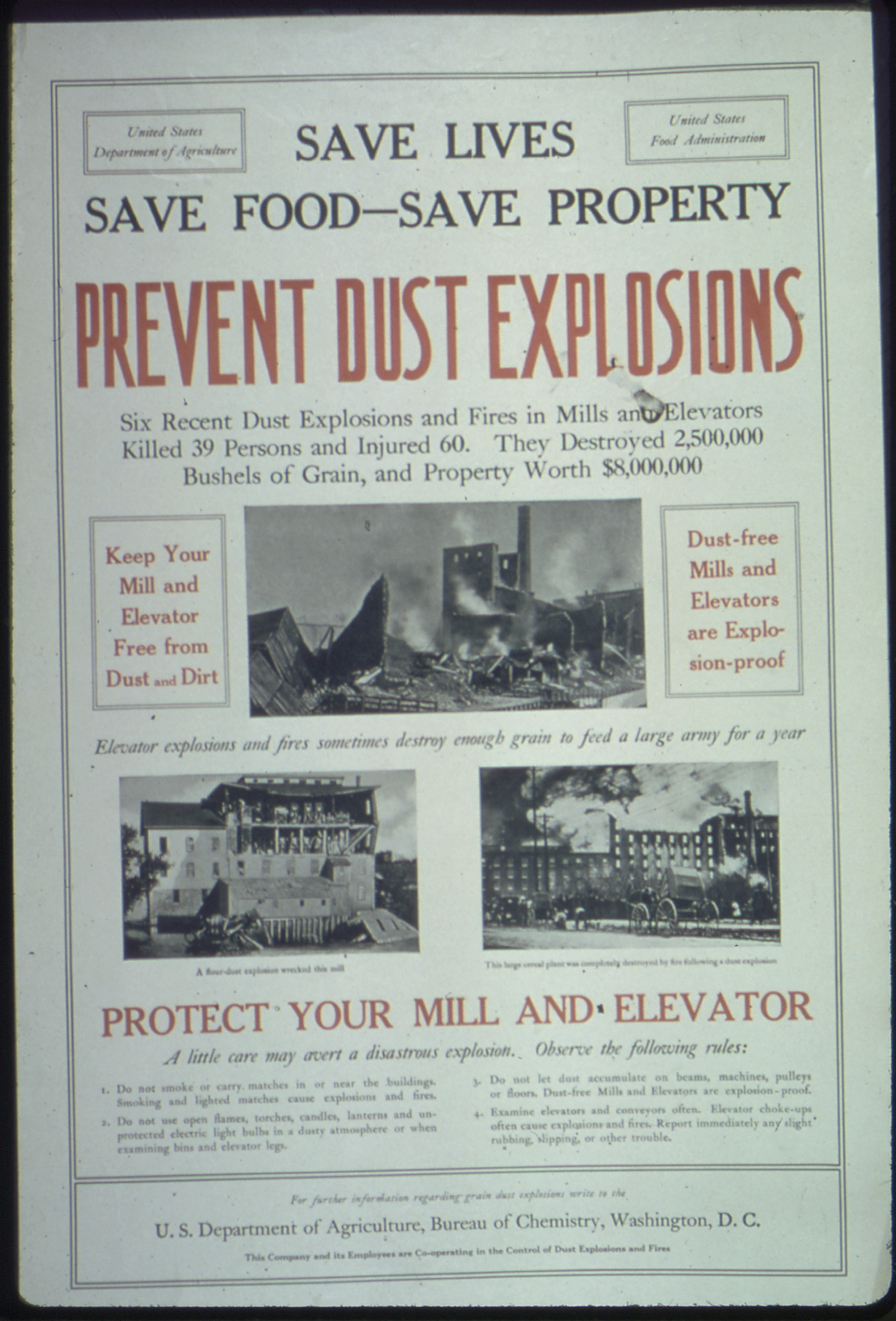
Este cartel americano de la Primera Guerra Mundial advirtió sobre las explosiones de polvo de los granos